# Посвольский, Михаил Владимирович
Михаил Владимирович Посвольский (1914—1984) — советский радиохимик и радиофизик, доктор химических наук, лауреат Ленинской премии (1962).
Участник войны, инженер-капитан, начальник химической службы 128-й стрелковой дивизии.
С 1950 по 1980 год работал в Радиевом институте, с 1958 старший научный сотрудник.
Участник советской ядерной программы. Его разработки по окислению плутония позволили удвоить производительность осадительной цепочки. Эта работа (завершенная под руководством Б. П. Никольского) привела к созданию «цельноацетатной» схемы (1957), реализованной на химкомбинате «Маяк». Затем такая же технологическая схема применялась на других радиохимических заводах при непосредственном участии Радиевого института.
Доктор химических наук.
Лауреат Ленинской премии (1962) — за научные труды в области химических наук. Награждён орденами Трудового Красного Знамени и Красной Звезды.